# Новиков, Василий Григорьевич (артиллерист)
Васи́лий Григо́рьевич Но́виков (17 марта 1922, дер. Астафьево, Коломенский уезд, Московская губерния, СССР — 18 июля 1945, Литовская ССР) — советский военнослужащий, участник Великой Отечественной войны, Артиллеристы, полный кавалер Ордена Славы.

## Биография
Новиков родился 17 марта 1922 года в деревне Астафьево, ныне в черте посёлка Михнево Ступинского района Московской области, в семье крестьянина. Окончил 7 классов. Работал слесарем в автобусном парке.
В июне 1941 года был призван в Красную Армию, с того же месяца на фронте. 20 октября 1943 года командир орудия 1593-го истребительно-противотанкового артиллерийского полка старший сержант Новиков вместе с расчётом переправил орудие на правый берег реки Днепр (южнее города Канев). В бою подбил тяжёлый танк, уничтожил и рассеял свыше взвода пехоты, что позволило стрелковым подразделениям удержать плацдарм. В ходе последующих боёв расчёт вывел из строя ещё два тяжёлых танка, одну бронемашину, девять автомашин, два миномёта.
Приказом от 9 марта 1944 года старший сержант Новиков Василий Григорьевич награждён орденом Славы 3-й степени.
27 января 1945 года во время прорыва обороны в районе населенного пункта Лендцин (15 километров юго-восточнее города Катовице, Польша) Новиков в составе того же полка (60-я армия, 1-й Украинский фронт) прямой наводкой поразил два пулемёта, одну бронемашину и свыше отделения вражеской пехоты. 4 февраля 1945 года у населенного пункта Житна (7 километров северо-восточнее Ратибор, Польша), отражая контратаку, расчёт Новикова уничтожил штурмовое орудие, пулемёт, две повозки и свыше 10 вражеских солдат. Заменив раненого наводчика, Новиков продолжал вести огонь.
Приказом от 27 февраля 1945 года старший сержант Новиков Василий Григорьевич награждён орденом Славы 2-й степени.
21—26 апреля 1945 года расчёт старшего сержанта Новиков в бою в районе населённого пункта Липпич (севернее города Бауцен, Германия) разбил зенитную пушку, орудие, шесть пулемётов и уничтожил свыше 20 солдат и офицеров противника. Командир орудия был представлен к награждению орденом Славы 1-й степени.
24 июня 1945 года участвовал в Параде Победы на Красной площади.
Указом Президиума Верховного Совета СССР от 27 июня 1945 года за «исключительное мужество, отвагу и бесстрашие, проявленные на заключительном этапе Великой Отечественной войны в боях с гитлеровскими захватчиками» старший сержант Новиков Василий Григорьевич награждён орденом Славы 1-й степени, став полным кавалером ордена Славы.
После окончания войны продолжил службу в армии.
Трагически погиб 18 июля 1945 года при выполнении служебных обязанностей.
Награждён орденами Славы 3-х степеней, медалями, в том числе медалями «За отвагу» и «За боевые заслуги».
Почётный гражданин города Ступино.